# رعب كوميدي

فيلم أرض الزومبي (2009) يعد من أعمال كوميديا الرعب الحديثة.

كوميديا الرعب (بالإنجليزية: Horror comedy)‏ هي أدب ونوع من الأفلام الذي يجمع الذي يجمع بين عناصر الكوميديا وأدب الرعب. هذا النوع دائماً ما يتحد مع الكوميديا السوداء إلا في حالات نادرة. وفي بعض النواحي يمكن اعتباره مجموعة فرعية الكوميديا السوداء. كوميديا الرعب غالباً ما تستخدم التهكم على الكليشيهات الرعب كمصدر رئيسي للفكاهة أو أخذ القصة من منظور مختلف، مثل كوخ الغابة أو توكر اند ديل vs ايفل.
القصة القصير أسطورة سليبي هولو للكاتب واشنطن إيرفينج تعد «أول قصة كوميديا رعب عظيمة».

## مصدر
1. ↑  Hallenbeck 2009، صفحة 3

## للمزيد من القراءة
- Hallenbeck، Bruce G. (2009). Comedy-Horror Films: A Chronological History, 1914-2008. McFarland. {{استشهاد بكتاب}}: الوسيط غير المعروف |الرقم المعياري= تم تجاهله يقترح استخدام |ردمك= (مساعدة)
- Carroll، Noël (2001). "Horror and Humor". Beyond Aesthetics: Philosophical Essays. Cambridge University Press. ص. 235–253.{{استشهاد بكتاب}}:  صيانة الاستشهاد: التاريخ والسنة (link)